# Джексон, Ла Тойя
Ла То́йя И́вонн Дже́ксон (англ. La Toya Yvonne Jackson; род. 29 мая 1956, Гэри, Индиана, США) — американская певица, автор песен, актриса, фотомодель, писательница и филантроп. Старшая сестра известных музыкантов Майкла (1958—2009) и Джанет Джексон (род. 1966).

## Биография

### Ранняя жизнь
Ла Тойя Джексон родилась в день рождения своей сестры Рибби в Гэри, штат Индиана. Ла Тойя 5-я из 9-ти детей в семье Джозефа (1928–2018) и Кэтрин Джексон (род. 1930). В детстве Ла Тойя росла застенчивым ребёнком.
После того, как её мать стала членом организации «Свидетели Иеговы» в 1965 году, Ла Тойя тоже присоединилась к этой организации вместе с остальными братьями и сёстрами. «Я видела, как каждое утро Майкл стучал во все двери Лос-Анджелеса, распространяя слово Господне».
Ла Тойя Джексон хотела стать адвокатом. Она недолго училась в колледже, прежде чем её отец настоял, чтобы она начала карьеру в шоу-бизнесе, как и остальные члены семьи.

### 1970-е: The Jacksons
С 1976 по 1977 год Ла Тойя и её сестры Рибби и Джанет вместе с братьями Джеки, Тито, Марлоном, Майклом и Рэнди появились во всех двенадцати эпизодах ТВ-шоу «The Jacksons». В этом шоу Ла Тойя пела, танцевала и занималась пародиями.
Во время съёмок в ТВ-шоу Ла Тойя встречалась с музыкантом Бобби Дебаржом, солистом группы «Switch». Именно она стала источником вдохновения создания группой таких хитов, как «I Call Your Name» и «You and I».
Под опекой Джозефа Джексона, Рибби, Ла Тойя и Джанет формируют музыкальную группу. Однако группа никогда не выступала вживую, и вскоре распалась из-за творческих разногласий. Следовательно, группа не выпускала никаких альбомов. После распада группы Ла Тойя начала работу над своим первым сольным альбомом.

### 1980—1983: Сольная карьера
В 1980 году Джексон выпустила свой дебютный альбом «La Toya Jackson». Однако она хотела назвать альбом «La Toya», чтобы её могли отличить от своих знаменитых братьев. «Я только просила, чтобы альбом назывался „La Toya“. Но мой отец сказал: „Это твоя фамилия. Ты должна использовать её“. Но я хотела увидеть, что я бы могла сделать, как индивидуум». Первый сингл «If You Feel the Funk» стал скромным хитом, который смог попасть в «Top 40 of the US R&B» чарт. Её второй сингл «Night Time Lover» был создан при участии Майкла. В свою очередь, она участвовала в создании песен «This Place Hotel» для группы «The Jackson 5», и «P.Y.T. (Pretty Young Thing)» для Майкла.
Альбом «La Toya Jackson» достиг 116-го места в американском чарте «Billboard 200», 26-го места в чарте «Billboard R&B album» и 178-го места в чарте «UK Top 200».
В 1982 году Ла Тойя выпустила следующий альбом «My Special Love» с двумя известными синглами «Stay the Night» и «I Don’t Want You to Go».

### 1984—1986:Heart Don’t LieиImagination
В 1983 году Ла Тойя Джексон приступает к записи её третьего студийного альбома под названием «Heart Don’t Lie», который был выпущен 17 февраля 1984 года компанией «Epic Records». Альбом достигает 149 позиции в чарте «Billboard 200» и с него выходит 4 сингла. Этот альбом является её самым популярным и коммерчески успешным альбомом на сегодняшний день. В 2012 году альбом был переиздан компанией «Funky Town Grooves» включая 7 дополнительных треков.
19 июня 1986 года Ла Тойя выпустила свой четвёртый студийный альбом «Imagination», с которого было выпущено 3 сингла. Отзывы о альбоме вышли смешанными, но он считается не таким удачным, как предыдущий. В это же время она близко знакомится со своим бывшим на данный момент мужем Джеком Гордоном, который вскоре становится её продюсером.

### 1987—1988:La ToyaилиYou’re Gonna Get Rocked!
В 1987 году Ла Тойя начала работу над пятым студийным альбомом «La Toya», который также известен как «You’re Gonna Get Rocked!». В записи альбома также принимал участие её бывший муж Джек Гордон, который значительно повлиял на образ Ла Тойи. 25 октября 1988 года состоится мировая премьера нового альбома Ла Тойи Джексон, который стал одним из самых успешных в её дискографии. С альбома выходит 5 синглов, включая такие известные синглы как «(Ain’t Nobody Loves You) Like I Do» и «You’re Gonna Get Rocked». Так же эти синглы являются на сегодняшний день двумя из пяти песен Ла Тойи Джексон, на которые были сняты видеоклипы. Альбом был переиздан как расширенный набор из двух компакт-дисков под названием You’re Gonna Get Rocked! компанией «Cherry Pop Records» в декабре 2013 года.

### 1989—1990:Bad Girl,Playboyи новый образ
После выхода предыдущего альбома Ла Тойи Джексон «La Toya», её образ значительно изменился, став более откровенным. Джек Гордон оказал на Ла Тойю сильное влияние, что способствовало конфликту с её семьей. Ей предлагают сниматься для журнала «Playboy», и несмотря на её консервативное воспитание, в марте 1989 года выходит выпуск журнала «Playboy», на обложке которого — Ла Тойя Джексон. Позже Ла Тойя добавила: «Чтобы показать моим родителям, что они не могут мне больше диктовать, — что я контролирую свою жизнь».
В августе 1989 года Ла Тойя посещает СССР в рамках фестиваля «Мюзик-Саммит»; певица оказалась тронута оказанным приёмом и доброжелательностью зрителей.
Одновременно, Ла Тойя Джексон работает над своим шестым альбомом, который имеет название «Bad Girl». Релиз альбома состоялся 23 января 1990 года. Альбом становится одним из самых успешных в дискографии Ла Тойи, и также выходит под названиями «He’s My Brother», «Sexual Feeling», «Playboy (Be My)», «Why Don’t You Want My Love?» и «Be My Lover». С альбома было выпущено 4 сингла. «Bad Girl» — альбом, который все ещё находится в печати сегодня, и он продолжает переиздаваться под многими различными обложками и именами. Альбом является одним из самых известных из-за его широкой доступности. Трек Playboy (Be My) был некорректно назван Playboy (Be Me) в некоторых переизданиях этого альбома. Он был перезаписан в 1991 году для альбома «No Relations» как «Be My Playboy». Также Ла Тойя Джексон исполнила самые известные песни на своем концерте в 1989 году в «Рено» Балли из этого и предыдущего альбома.

### 1991—1994:No RelationsиFormidable
В 1991 году вышел седьмой студийный альбом Ла Тойи Джексон «No Relations», альбом с сильным влиянием хауса и фанка. Альбом включает сингл «Sexbox», который стал хитом в Нидерландах. Альбом был выпущен вскоре после того, как была опубликована автобиография Ла Тойи «La Toya: Growing Up in the Jackson Family». Альбом был выпущен только в Колумбии, Германии и Голландии, но был импортирован по всей Европе и остальному миру. Также был выпущен сингл «Let’s Rock the House», но без успеха.
В 1992 году Ла Тойя Джексон подписала контракт с «Мулен Руж» в Париже, чтобы сыграть своё собственное ревю под названием «Formidable». Джексон должна была исполнять два концерта ночью, шесть ночей в неделю. Ла Тойя Джексон стала самым высокооплачиваемым исполнителем в истории кабаре, заработав 5 миллионов долларов. Также вышел франкоязычный саундтрек к шоу, но небольшим тиражом. Было создано всего 3,000 экземпляров, и он стал одним из самых востребованных альбомов среди её поклонников.

### 1994—2002:From Nashville To You,Stop In The Name Of Loveи перерыв в творчестве
В 1994 году вышел восьмой студийный альбом Ла Тойи Джексон «From Nashville To You» с кантри-звучанием. Продюсером альбома выступил бывший муж Джек Гордон. В 1996 году альбом был переиздан под названием «My Country Collection».
В 1995 году вышел девятый 
и последний полноценный студийный альбом «Stop In The Name Of Love». Альбом был записан в Швеции. Содержит каверы известных песен группы The Supremes «Stop! In the Name of Love» и «Baby Love». Из альбома был выпущен лишь один сингл «I Can’t Help Myself», который тоже является кавером. Позже певица взяла большой перерыв в творчестве, лишь иногда появляясь на шоу и исполняя песни.

## Визиты в СССР и пост-советскую Россию
- В 1989 году Ла Тойя выступала с концертом  в Москве на стадионе «Олимпийский» в рамках благотворительной акции. В другом отделении этого концерта выступала группа «Ласковый май». После концерта Ла Тойя стала гостьей телепрограммы «Музыкальный ринг», где ответила на ряд вопросов.
- Второй визит Ла Тойи в Москву состоялся в 2010 году на церемонию телеканала Муз-ТВ. Там она совместно с российскими звёздами исполнила песню своего брата Майкла Earth Song, а также получила награду в его честь.

## Личная жизнь
В 1989—1997 годах Ла Тойя была замужем за своим менеджером Джеком Гордоном (1939—2005).

## Дискография
- 1980 — «La Toya Jackson[англ.]»
- 1981 — «My Special Love[англ.]»
- 1981 — «Heart Don't Lie[англ.]»
- 1986 — «Imagination[англ.]»
- 1988 — «La Toya[англ.]»
- 1991 — «Bad Girl[англ.]»
- 1991 — «No Relations[англ.]»
- 1994 — «From Nashville to You[англ.]»
- 1995 — «Stop in the Name of Love[англ.]»

## Песни написанные Ла Тойей
| Год  | Название                          | Соавтор(ы)                                                  | Альбом                                       | Исполнитель     |
| ---- | --------------------------------- | ----------------------------------------------------------- | -------------------------------------------- | --------------- |
| 1980 | Night Time Lover                  | Майкл Джексон                                               | La Toya Jackson                              | Ла Тойя Джексон |
| 1980 | Lovely Is She                     | Джанет Джексон                                              | La Toya Jackson                              | Ла Тойя Джексон |
| 1981 | Camp Kuchi Kaiai                  | Джанет Джексон                                              | My Special Love                              | Ла Тойя Джексон |
| 1983 | Reggae Night                      | Эмир Байян                                                  | Power and The Glory                          | Джимми Клифф    |
| 1984 | Heart Don’t Lie                   | Эмир Байян и Донна Джонсон                                  | Heart Don’t Lie                              | Ла Тойя Джексон |
| 1984 | Without You                       | Эмир Байян                                                  | Heart Don’t Lie                              | Ла Тойя Джексон |
| 1984 | Think Twice                       | Эмир Байян                                                  | Heart Don’t Lie                              | Ла Тойя Джексон |
| 1984 | Hot Potato                        | Эмир Байян                                                  | Heart Don’t Lie                              | Ла Тойя Джексон |
| 1985 | American Sweet                    | Эмир Байян                                                  | Cliff Hanger                                 | Джимми Клифф    |
| 1985 | Brown Eyes                        | Эмир Байян                                                  | Cliff Hanger                                 | Джимми Клифф    |
| 1986 | Love Talk                         | Джон Уилсон                                                 | Imagination                                  | Ла Тойя Джексон |
| 1987 | (Tell Me) He Means Nothing To You | Майк Сток, Мэтт Эткин и Пит Уотермэн                        | La Toya                                      | Ла Тойя Джексон |
| 1988 | Just Say No                       | Джек Гордон, Майк Сток, Мэтт Эткин и Пит Уотермэн           | La Toya                                      | Ла Тойя Джексон |
| 1988 | Does It Really Matter             | Джек Гордон, Линетт Макклеан и Фил Армстронг                | La Toya                                      | Ла Тойя Джексон |
| 1990 | You and Me                        | Антонио Белла, Дэвид Ди Грегорио, Джианни Белла и Мэри Джей | Bad Girl                                     | Ла Тойя Джексон |
| 1990 | He’s My Brother                   | Энтони Мун и Джек Гордон                                    | Bad Girl                                     | Ла Тойя Джексон |
| 1990 | Sexual Feeling                    | Альберто Бой, Клаудио Донато и Фрэнк О’Мораги               | Bad Girl                                     | Ла Тойя Джексон |
| 1990 | Playboy (Be My)                   | Энди Славик, Энтони Мун, Джек Гордон и Шейн Дэмпси          | Bad Girl                                     | Ла Тойя Джексон |
| 1990 | Do the Salsa                      | Энтони Мун, Джек Гордон и Энди Славик                       | Bad Girl                                     | Ла Тойя Джексон |
| 2002 | No More Drama                     | Джеффри Филипс и Питер Робертс                              | Startin' Over                                | Ла Тойя Джексон |
| 2002 | Just Wanna Dance                  | Джеффри Филипс и Питер Робертс                              | Startin' Over                                | Ла Тойя Джексон |
| 2002 | C’est La Vie                      | Джеффри Филипс и Питер Робертс                              | Startin' Over                                | Ла Тойя Джексон |
| 2002 | Don’t Want You No More            | Джеффри Филипс и Питер Робертс                              | Startin' Over                                | Ла Тойя Джексон |
| 2002 | Home                              | Джеффри Филипс и Питер Робертс                              | Startin' Over                                | Ла Тойя Джексон |
| 2002 | Call Me                           | Джеффри Филипс и Питер Робертс                              | Startin' Over                                | Ла Тойя Джексон |
| 2002 | That’s Why I Love You             | Джеффри Филипс и Питер Робертс                              | Startin' Over                                | Ла Тойя Джексон |
| 2002 | Something About You               | Джеффри Филипс и Питер Робертс                              | Startin' Over                                | Ла Тойя Джексон |
| 2002 | Should’ve Left You                | Джеффри Филипс и Питер Робертс                              | Startin' Over                                | Ла Тойя Джексон |
| 2002 | Free The World                    | Джеффри Филипс и Питер Робертс                              | Startin' Over                                | Ла Тойя Джексон |
| 2002 | Player                            | Джеффри Филипс и Питер Робертс                              | Startin' Over                                | Ла Тойя Джексон |
| 2002 | You’re So Nasty                   | Джеффри Филипс и Питер Робертс                              | Startin' Over                                | Ла Тойя Джексон |
| 2002 | Sorry Lies                        | Джеффри Филипс и Питер Робертс                              | Startin' Over                                | Ла Тойя Джексон |
| 2002 | Tropical Breeze                   | Джеффри Филипс и Питер Робертс                              | Startin' Over                                | Ла Тойя Джексон |
| 2007 | I Don’t Play That                 | Дэвид Фруд, Джеффри Филлипс, Майкл Хоффман и Том Фруд       | промосингл                                   | Ла Тойя Джексон |
| 2011 | Starting Over                     | Джеффри Филипс и Питер Робертс                              | Starting Over (Songs That Inspired The Book) | Ла Тойя Джексон |
| 2014 | Feel Like Dancin                  | Ру Пол Чарльз и Лучиан Пиэн                                 | Born Naked                                   | Ру Пол          |
| 2014 | Feels Like Love                   | Джеффри Филипс и Брэндон Ховард                             | сингл                                        | Ла Тойя Джексон |